# Любельский, Олег Георгиевич
Олег Георгиевич Любельский (12 июня 1962, Рубцовск, Алтайский край, РСФСР, СССР — 21 мая 1994 Омск, Россия) — советский и российский футболист, вратарь.

## Клубная карьера
Олег Любельский — воспитанник ДЮСШ-2 рубцовского «Торпедо». За первую команду клуба выступал только в 1980 году, когда провёл 12 матчей во Второй лиге чемпионата СССР. В 1981 году начал играть за омский «Иртыш» и выступал за команду до 1988 года. В 1984 году провёл в Первой лиге 28 матчей, в которых пропустил 48 голов. Всего голкипер сыграл за «Иртыш» 154 матча и пропустил 150 голов.
В 1989 году Любельский перешёл в «Уралмаш», с которым в то время работал бывший главный тренер «Иртыша» Корней Шперлинг. С уральской командой вратарь пробился вначале в Первую лигу СССР, а затем и в Высшую лигу чемпионата России. В чемпионате России дебютировал 12 апреля 1992 года в матче с «Динамо-Газовиком» и пропустил 2 гола, один из которых — от бывшего одноклубника по рубцовскому «Торпедо» и «Уралмашу» Евгения Зарвы
.
Всего за «Уралмаш» Олег Любельский сыграл в чемпионатах страны 127 матчей.
В 1993 году футболист вновь перешёл в команду Шперлинга, на этот раз — в «Балтику». За калининградский клуб Любельский отыграл 4 матча, после чего его карьера была прервана тяжёлой болезнью. Голкипер скончался в Омске в 1994 году. Похоронен на Ново-Еврейском кладбище города
.

## Достижения

### Командные
Торпедо (Рубцовск)
- Второе место во Второй лиге (1): 1980 (4-я зона)

Иртыш (Омск)
- Победитель Второй лиги (2): 1983 (4-я зона), 1988 (4-я зона)
- Второе место во Второй лиге (3): 1982 (4-я зона), 1986 (4-я зона), 1987 (4-я зона)
- Третье место во Второй лиге (1): 1981 (4-я зона)

Уралмаш
- Третье место в Первой лиге (1): 1991
- Победитель Второй лиги (1): 1990 (зона Центр)
- Второе место во Второй лиге (1): 1989 (2-я зона)

### Личные
- Лучший футболист ФК «Иртыш» (1): 1988
- Лучший футболист ФК «Уралмаш» (1): 1990[3].